# Trotta
Trotta är en tysk dramafilm från 1971 i regi av Johannes Schaaf.
Filmen är baserad på Joseph Roths roman Die Kapuzinergruft.

## Utmärkelser
Trotta vann Tyska filmpriset för bästa film 1972.

## Rollista i urval
- András Bálint - Franz Ferdinand Trotta
- Elma Bulla - Trottas mor
- Rosemarie Fendel - Almarin
- Doris Kunstmann - Elisabeth Kovacs
- Heinrich Schweiger - Kovacs far